# 哈帕蘭達群島國家公園
哈帕蘭達群島國家公園（瑞典語：Haparanda skärgårds nationalpark）是瑞典的一個國家公園。哈帕蘭達群島國家公園位於瑞典北部的哈帕蘭達群島。哈帕蘭達群島形成於約1500年前。